# Колечье (Смоленская область)
Колечье — деревня в Ершичском районе Смоленской области России. Входит в состав Руханского сельского поселения. Население — 2 жителя (2019 год). 
Расположена в южной части области в 17 км к юго-востоку от Ершичей, в 37 км юго-западнее автодороги А141 Орёл — Витебск. В 37 км северо-западнее деревни расположена железнодорожная станция Криволес на линии Рославль — Кричев. 

## История
Согласно Спискам населенных мест Смоленской губернии за 1868 год: Калечье, д.вл. 57 верст от уездного города, 26 дворов, число жителей: 135 муж. пола,  133 жен. пола.
Согласно Спискам населенных мест Смоленской губернии за 1904 год: Калечье, деревня, расстояние от уездного города 57, число дворов 69, число жителей: 281 муж. пола,  281 жен. пола.
В годы Великой Отечественной войны деревня была оккупирована гитлеровскими войсками в августе 1941 года, освобождена в сентябре 1943 года.
В XIX — начале XX века деревня Колечье административно относилась к Корсиковской волости, Рославльского уезда, Смоленской губернии.
В соответствии с постановлением Президиума ВЦИК «Об образовании на территории РСФСР административно-территориальных объединений краевого и областного значения» от 14 января 1929 года с 1 октября 1929 года вошла в состав Западной области РСФСР. С 15 января 1938 года в составе Смоленской области.

## Известные уроженцы
- Иван Сергеевич Петухов (1922-1993) - художник, один из создателей региональной художественной школы живописи в Хабаровске